# I liga seria A polska w piłce siatkowej kobiet (2004/2005)
I liga seria A polska w piłce siatkowej kobiet 2004/2005 - 69. edycja rozgrywek o mistrzostwo polski w piłce siatkowej kobiet.
Ostatni sezon, w którym rozgrywkami najwyższej klasy ligowej żeńskiej siatkówki zarządzał PZPS.

## System rozgrywek
- Etap I – dwurundowa faza zasadnicza, przeprowadzona w formule ligowej, systemem kołowym (tj. "każdy z każdym – mecz i rewanż");
- Etap II – faza play-off (3 rundy).

## Drużyny uczestniczące
| \| \| Uczestnicy I liga seria A 2004/2005 \| \| \| \| --------------------------------------------------------------------------------------------------------------------------------------------------------------------------------- \| ----------------------------------- \| - \| --- \| \| BIE \| BKS Stal Bielsko-Biała \| 1 \| LM \| \| KAL \| Winiary Kalisz \| 2 \| LM \| \| MIE \| Stal Mielec \| 3 \| \| \| PIŁ \| PTPS Nafta Gaz Piła \| 4 \| CEV \| \| BYD \| GCB Adriana Bydgoszcz \| 5 \| \| \| WRO \| Gwardia Wrocław \| 6 \| TT \| \| MUS \| Muszynianka Muszyna \| 7 \| \| \| POZ \| AZS AWF Poznań \| 8 \| \| \| GDA \| Energa Gedania Gdańsk \| 9 \| \| \| \| Awans z serii B \| \| \| \| MYŚ \| Dalin Myślenice \| 1 \| \| \| Oznaczenia: - kolumna pierwsza – skróty nazw drużyn wpisane na mapie (jeśli ta została zamieszczona), - kolumna trzecia – miejsce zajęte przez daną drużynę w poprzednim sezonie. \| \| \| \| | BIEPOZKALMIEBYDPIŁWROMYŚMUSGDA Lokalizacja klubów grających w I lidze 2004/2005 |   |     |
| | Uczestnicy I liga seria A 2004/2005                                             |   |     |
| BIE | BKS Stal Bielsko-Biała                                                          | 1 | LM  |
| KAL | Winiary Kalisz                                                                  | 2 | LM  |
| MIE | Stal Mielec                                                                     | 3 |     |
| PIŁ | PTPS Nafta Gaz Piła                                                             | 4 | CEV |
| BYD | GCB Adriana Bydgoszcz                                                           | 5 |     |
| WRO | Gwardia Wrocław                                                                 | 6 | TT  |
| MUS | Muszynianka Muszyna                                                             | 7 |     |
| POZ | AZS AWF Poznań                                                                  | 8 |     |
| GDA | Energa Gedania Gdańsk                                                           | 9 |     |
| | Awans z serii B                                                                 |   |     |
| MYŚ | Dalin Myślenice                                                                 | 1 |     |
| Oznaczenia: - kolumna pierwsza – skróty nazw drużyn wpisane na mapie (jeśli ta została zamieszczona), - kolumna trzecia – miejsce zajęte przez daną drużynę w poprzednim sezonie. |                                                                                 |   |     |

## Rozgrywki

### Faza zasadnicza

#### Tabela wyników
| Gospodarz \ Gość1      | KAL | BYD | PIŁ | BIE | WRO | POZ | MIE | MUS | MYŚ | GDA |
| ---------------------- | --- | --- | --- | --- | --- | --- | --- | --- | --- | --- |
| Winiary Kalisz         | -   | 3:1 | 3:2 | 3:0 | 3:0 | 3:0 | 3:0 | 3:0 | 3:1 | 2:3 |
| GCB Adriana Bydgoszcz  | 3:2 | -   | 3:0 | 3:2 | 3:0 | 3:2 | 3:1 | 3:0 | 3:1 | 3:1 |
| PTPS Nafta Gaz Piła    | 3:0 | 3:1 | -   | 0:3 | 3:2 | 3:1 | 2:3 | 3:0 | 3:0 | 3:0 |
| BKS Stal Bielsko-Biała | 2:3 | 3:0 | 0:3 | -   | 2:3 | 3:2 | 2:3 | 3:0 | 3:0 | 3:1 |
| Gwardia Wrocław        | 0:3 | 2:3 | 0:3 | 0:3 | -   | 3:0 | 3:1 | 3:1 | 3:2 | 3:0 |
| AZS AWF Poznań         | 0:3 | 3:1 | 1:3 | 0:3 | 2:3 | -   | 3:1 | 1:3 | 2:3 | 3:2 |
| Stal Mielec            | 0:3 | 0:3 | 2:3 | 0:3 | 2:3 | 2:3 | -   | 1:3 | 3:2 | 3:2 |
| Muszynianka Muszyna    | 0:3 | 2:3 | 3:1 | 1:3 | 2:3 | 0:3 | 3:1 | -   | 3:2 | 3:2 |
| Dalin Myślenice        | 3:2 | 1:3 | 0:3 | 1:3 | 3:1 | 1:3 | 2:3 | 3:2 | -   | 3:1 |
| Energa Gedania Gdańsk  | 2:3 | 1:3 | 1:3 | 0:3 | 2:3 | 3:2 | 1:3 | 3:1 | 3:2 | -   |

Źródło: http://wyniki.siatka.org/ligi-polskie/2004-2005/seria-a-kobiet/runda-zasadnicza/all
1 Drużyna gospodarzy jest wymieniona po lewej stronie tabeli.
Kolory:
  zwycięstwo gospodarzy 3:0 lub 3:1
  zwycięstwo gospodarzy 3:2
  zwycięstwo gości 3:0 lub 3:1
  zwycięstwo gości 3:2

#### Tabela
| Lp. | Drużyna                | Pkt | Mecze | Mecze | Mecze | Rodzaj wyniku | Rodzaj wyniku | Rodzaj wyniku | Rodzaj wyniku | Rodzaj wyniku | Rodzaj wyniku | Sety | Sety | Sety  | Małe punkty | Małe punkty | Małe punkty |
| Lp. | Drużyna                | Pkt | M     | W     | P     | 3:0           | 3:1           | 3:2           | 2:3           | 1:3           | 0:3           | wyg. | prz. | stos. | zdob.       | str.        | stos.       |
| --- | ---------------------- | --- | ----- | ----- | ----- | ------------- | ------------- | ------------- | ------------- | ------------- | ------------- | ---- | ---- | ----- | ----------- | ----------- | ----------- |
| 1   | Winiary Kalisz         | 32  | 18    | 14    | 4     | 9             | 2             | 3             | 3             | 0             | 1             | 48   | 20   | 2.4   | 1515        | 1374        | 1.1         |
| 2   | GCB Adriana Bydgoszcz  | 32  | 18    | 14    | 4     | 4             | 5             | 5             | 0             | 3             | 1             | 45   | 27   | 1.67  | 1654        | 1439        | 1.15        |
| 3   | PTPS Nafta Gaz Piła    | 31  | 18    | 13    | 5     | 7             | 4             | 2             | 2             | 1             | 2             | 44   | 23   | 1.91  | 1568        | 1394        | 1.12        |
| 4   | BKS Stal Bielsko-Biała | 30  | 18    | 12    | 6     | 8             | 3             | 1             | 4             | 0             | 2             | 44   | 23   | 1.91  | 1556        | 1360        | 1.14        |
| 5   | Gwardia Wrocław        | 28  | 18    | 10    | 8     | 2             | 2             | 6             | 2             | 1             | 5             | 35   | 38   | 0.92  | 1557        | 1602        | 0.97        |
| 6   | AZS AWF Poznań         | 24  | 18    | 6     | 12    | 1             | 3             | 2             | 5             | 3             | 4             | 31   | 43   | 0.72  | 1500        | 1669        | 0.9         |
| 7   | Stal Mielec            | 24  | 18    | 6     | 12    | 0             | 1             | 5             | 3             | 5             | 4             | 29   | 47   | 0.62  | 1628        | 1710        | 0.95        |
| 8   | Muszynianka Muszyna    | 24  | 18    | 6     | 12    | 0             | 4             | 2             | 3             | 3             | 6             | 27   | 44   | 0.61  | 1495        | 1640        | 0.91        |
| 9   | Dalin Myślenice        | 23  | 18    | 5     | 13    | 0             | 2             | 3             | 5             | 5             | 3             | 30   | 47   | 0.64  | 1583        | 1685        | 0.94        |
| 10  | Energa Gedania Gdańsk  | 22  | 18    | 4     | 14    | 0             | 1             | 3             | 5             | 6             | 3             | 28   | 49   | 0.57  | 1559        | 1742        | 0.89        |

Źródło: http://wyniki.siatka.org/ligi-polskie/2004-2005/seria-a-kobiet/runda-zasadnicza/all
Punktacja: zwycięstwo - 2 pkt; porażka - 1 pkt
Zasady ustalania kolejności: 1. liczba punktów; 2. stosunek setów; 3. stosunek małych punktów; 4. bilans w bezpośrednich meczach
     play-off
     play-out

### Play-off

#### I runda
(do 3 zwycięstw)
| Data       | Drużyna 1            | Wynik | Drużyna 2            | Sety                              |
| ---------- | -------------------- | ----- | -------------------- | --------------------------------- |
| 12.03.2005 | Winiary Kalisz       | 3:0   | Muszynianka Muszyna  | 25:18, 25:22, 28:26               |
| 13.03.2005 | Winiary Kalisz       | 3:1   | Muszynianka Muszyna  | 24:26, 25:19, 25:21, 25:13        |
| 19.03.2005 | Muszynianka Muszyna  | 1:3   | Winiary Kalisz       | 28:26, 22:25, 19:25, 10:25        |
|            |                      |       |                      |                                   |
| 12.03.2005 | Centrostal Bydgoszcz | 3:1   | Stal Mielec          | 20:25, 25:14, 28:26, 25:21        |
| 13.03.2005 | Centrostal Bydgoszcz | 3:2   | Stal Mielec          | 25:13, 25:10, 23:25, 23:25, 15:12 |
| 19.03.2005 | Stal Mielec          | 1:3   | Centrostal Bydgoszcz | 20:25, 19:25, 25:21, 22:25        |
|            |                      |       |                      |                                   |
| 11.03.2005 | Nafta-Gaz Piła       | 3:0   | AZS AWF Poznań       | 25:17, 26:24, 25:20               |
| 12.03.2005 | Nafta-Gaz Piła       | 3:1   | AZS AWF Poznań       | 25:20, 25:19, 21:25, 25:18        |
| 19.03.2005 | AZS AWF Poznań       | 0:3   | Nafta-Gaz Piła       | 23:25, 17:25, 13:25               |
|            |                      |       |                      |                                   |
| 12.03.2005 | Stal Bielsko-Biała   | 3:2   | Gwardia Wrocław      | 22:25, 21:25, 25:16, 25:23, 15:13 |
| 13.03.2005 | Stal Bielsko-Biała   | 3:1   | Gwardia Wrocław      | 25:23, 25:19, 20:25, 25:15        |
| 19.03.2005 | Gwardia Wrocław      | 1:3   | Stal Bielsko-Biała   | 15:25, 28:26, 14:25, 19:25        |

#### II runda
Mecze o miejsca 1-4
(do 3 zwycięstw)
| Data       | Drużyna 1            | Wynik | Drużyna 2            | Sety                              |
| ---------- | -------------------- | ----- | -------------------- | --------------------------------- |
| 02.04.2005 | Winiary Kalisz       | 3:0   | Stal Bielsko-Biała   | 25:23, 25:16, 25:18               |
| 09.04.2005 | Winiary Kalisz       | 3:0   | Stal Bielsko-Biała   | 25:19, 25:19, 25:22               |
| 12.04.2005 | Stal Bielsko-Biała   | 3:0   | Winiary Kalisz       | 25:23, 25:18, 25:20               |
| 13.04.2005 | Stal Bielsko-Biała   | 3:1   | Winiary Kalisz       | 25:22, 25:22, 18:25, 25:21        |
| 15.04.2005 | Winiary Kalisz       | 3:2   | Stal Bielsko-Biała   | 25:22, 18:25, 25:23, 22:25, 15:10 |
|            |                      |       |                      |                                   |
| 02.04.2005 | Centrostal Bydgoszcz | 3:1   | Nafta-Gaz Piła       | 25:23, 21:25, 25:21, 25:21        |
| 09.04.2005 | Centrostal Bydgoszcz | 3:2   | Nafta-Gaz Piła       | 23:25, 24:26, 26:24, 25:23, 15:13 |
| 12.04.2005 | Nafta-Gaz Piła       | 3:1   | Centrostal Bydgoszcz | 25:16, 24:26, 25:20, 25:23        |
| 13.04.2005 | Nafta-Gaz Piła       | 3:1   | Centrostal Bydgoszcz | 25:14, 21:25, 25:20, 25:21        |
| 15.04.2005 | Centrostal Bydgoszcz | 3:1   | Nafta-Gaz Piła       | 25:23, 25:18, 22:25, 25:19        |

Mecze o miejsca 5-8
(do 2 zwycięstw)
| Data       | Drużyna 1           | Wynik | Drużyna 2           | Sety                             |
| ---------- | ------------------- | ----- | ------------------- | -------------------------------- |
| 02.04.2005 | Gwardia Wrocław     | 3:1   | Muszynianka Muszyna | 23:25, 25:23, 25:21, 25:19       |
| 09.04.2005 | Muszynianka Muszyna | 2:3   | Gwardia Wrocław     | 25:23, 22:25, 25:22, 26:28, 7:15 |
|            |                     |       |                     |                                  |
| 02.04.2005 | AZS AWF Poznań      | 3:0   | Stal Mielec         | 25:22, 25:20, 25:20              |
| 09.04.2005 | Stal Mielec         | 3:1   | AZS AWF Poznań      | 26:28, 25:23, 25:19, 29:27       |
| 13.04.2005 | AZS AWF Poznań      | 3:0   | Stal Mielec         | 25:17, 25:18, 25:19              |

#### III runda
Mecze o 7. miejsce 
(do 2 zwycięstw)
| Data       | Drużyna 1           | Wynik | Drużyna 2           | Sety                |
| ---------- | ------------------- | ----- | ------------------- | ------------------- |
| 16.04.2005 | Stal Mielec         | 3:0   | Muszynianka Muszyna | 25:21, 25:15, 25:12 |
| 23.04.2005 | Muszynianka Muszyna | 3:0   | Stal Mielec         | 26:24, 25:22, 25:23 |
| 27.04.2005 | Stal Mielec         | 3:0   | Muszynianka Muszyna | 25:23, 25:21, 25:23 |

 Mecze o 5. miejsce 
(do 2 zwycięstw)
| Data       | Drużyna 1       | Wynik | Drużyna 2       | Sety                       |
| ---------- | --------------- | ----- | --------------- | -------------------------- |
| 16.04.2005 | Gwardia Wrocław | 3:1   | AZS AWF Poznań  | 25:21, 19:25, 25:23, 25:16 |
| 23.04.2005 | AZS AWF Poznań  | 3:0   | Gwardia Wrocław | 25:15, 25:19, 29:27        |
| 27.04.2005 | Gwardia Wrocław | 3:1   | AZS AWF Poznań  | 25:23, 25:22, 15:25, 25:14 |

##### Mecze o 3. miejsce
(do 3 zwycięstw)
| Data       | Drużyna 1          | Wynik | Drużyna 2          | Sety                              |
| ---------- | ------------------ | ----- | ------------------ | --------------------------------- |
| 17.04.2005 | Nafta-Gaz Piła     | 3:2   | Stal Bielsko-Biała | 20:25, 22:25, 25:21, 25:20, 15:12 |
| 18.04.2005 | Nafta-Gaz Piła     | 2:3   | Stal Bielsko-Biała | 25:19, 14:25, 27:29, 25:23, 10:15 |
| 23.04.2005 | Stal Bielsko-Biała | 1:3   | Nafta-Gaz Piła     | 23:25, 25:12, 13:25, 23:25        |
| 24.04.2005 | Stal Bielsko-Biała | 2:3   | Nafta-Gaz Piła     | 22:25, 18:25, 25:16, 25:18, 14:16 |

##### Finał
(do 3 zwycięstw)
| Data       | Drużyna 1            | Wynik | Drużyna 2            | Sety                       |
| ---------- | -------------------- | ----- | -------------------- | -------------------------- |
| 17.04.2005 | Winiary Kalisz       | 3:0   | Centrostal Bydgoszcz | 25:16, 25:17, 25:16        |
| 18.04.2005 | Winiary Kalisz       | 3:1   | Centrostal Bydgoszcz | 25:27, 25:23, 25:22, 25:23 |
| 23.04.2005 | Centrostal Bydgoszcz | 0:3   | Winiary Kalisz       | 23:25, 26:28, 23:25        |

### Play-out
(do 4 zwycięstw)
| Data       | Drużyna 1       | Wynik | Drużyna 2       | Sety                              |
| ---------- | --------------- | ----- | --------------- | --------------------------------- |
| 12.03.2005 | Dalin Myślenice | 3:1   | Gedania Gdańsk  | 25:23, 22:25, 25:19, 25:20        |
| 19.03.2005 | Gedania Gdańsk  | 3:2   | Dalin Myślenice | 25:18, 19:25, 21:25, 25:19, 15:6  |
| 20.03.2005 | Gedania Gdańsk  | 2:3   | Dalin Myślenice | 25:23, 25:23, 21:25, 16:25, 8:15  |
| 02.04.2005 | Dalin Myślenice | 3:2   | Gedania Gdańsk  | 20:25, 20:25, 25:23, 25:18, 15:13 |
| 09.04.2005 | Dalin Myślenice | 3:0   | Gedania Gdańsk  | 29:27, 25:20, 25:19               |

### Baraże
(do 3 zwycięstw)
| Data       | Drużyna 1                    | Wynik | Drużyna 2                    | Sety                       |
| ---------- | ---------------------------- | ----- | ---------------------------- | -------------------------- |
| 23.04.2005 | Dalin Myślenice              | 3:1   | SPS Politechnika Częstochowa | 17:25, 25:21, 25:17, 25:19 |
| 24.04.2005 | Dalin Myślenice              | 3:0   | SPS Politechnika Częstochowa | 25:20, 25:14, 25:21        |
| 28.04.2005 | SPS Politechnika Częstochowa | 0:3   | Dalin Myślenice              | 18:25, 17:25, 17:25        |

## Klasyfikacja końcowa
| Miejsce | Drużyna                |
| ------- | ---------------------- |
| 1.      | Winiary Kalisz         |
| 2.      | GCB Adriana Bydgoszcz  |
| 3.      | PTPS Nafta Gaz Piła    |
| 4.      | BKS Stal Bielsko-Biała |
| 5.      | Gwardia Wrocław        |
| 6.      | AZS AWF Poznań         |
| 7.      | Stal Mielec            |
| 8.      | Muszynianka Muszyna    |
| 9.      | Dalin Myślenice        |
| 10.     | Energa Gedania Gdańsk  |

     baraż z 2. zespołem serii B
     spadek do serii B